# Franz Joseph Gall
Franz Joseph Gall (Tiefenbronn, perto de Pforzheim, 9 de março de 1758 — Montrouge, perto de Paris, 22 de agosto de 1828) foi um médico e anatomista alemão.
Por volta de 1800 Franz Joseph Gall desenvolveu a frenologia - uma teoria que reivindica ser capaz de determinar o caráter, características da personalidade, e grau de criminalidade pela forma da cabeça (lendo "caroços ou protuberâncias").
No seu principal trabalho Untersuchungen ueber die Anatomie des Nervensystems ueberhaupt, und des Gehirns insbesondere (em português: A Anatomia e Fisiologia do Sistema Nervoso em Geral, e do Cérebro em Particular), Franz Joseph Gall estabeleceu os princípios em que ele baseou sua doutrina.

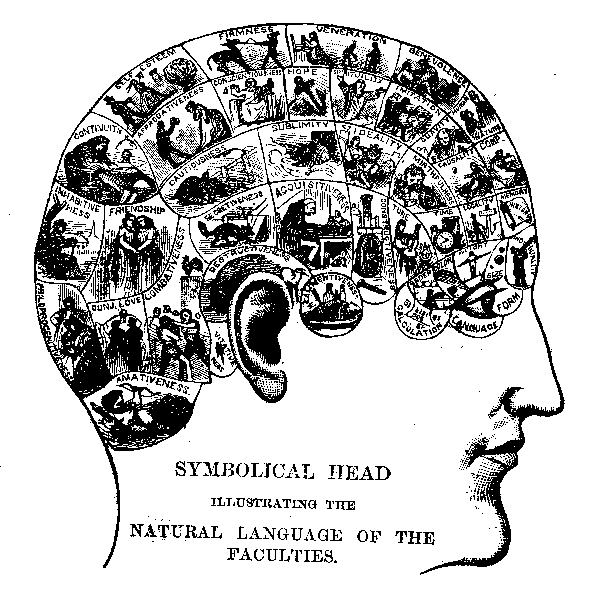
Análise da cabeça de Gall.
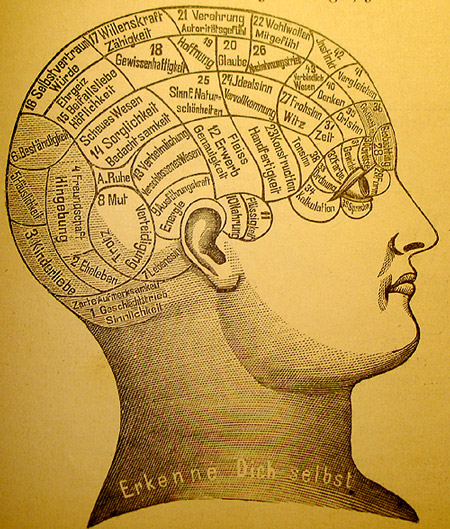
Original da análise de Gall.
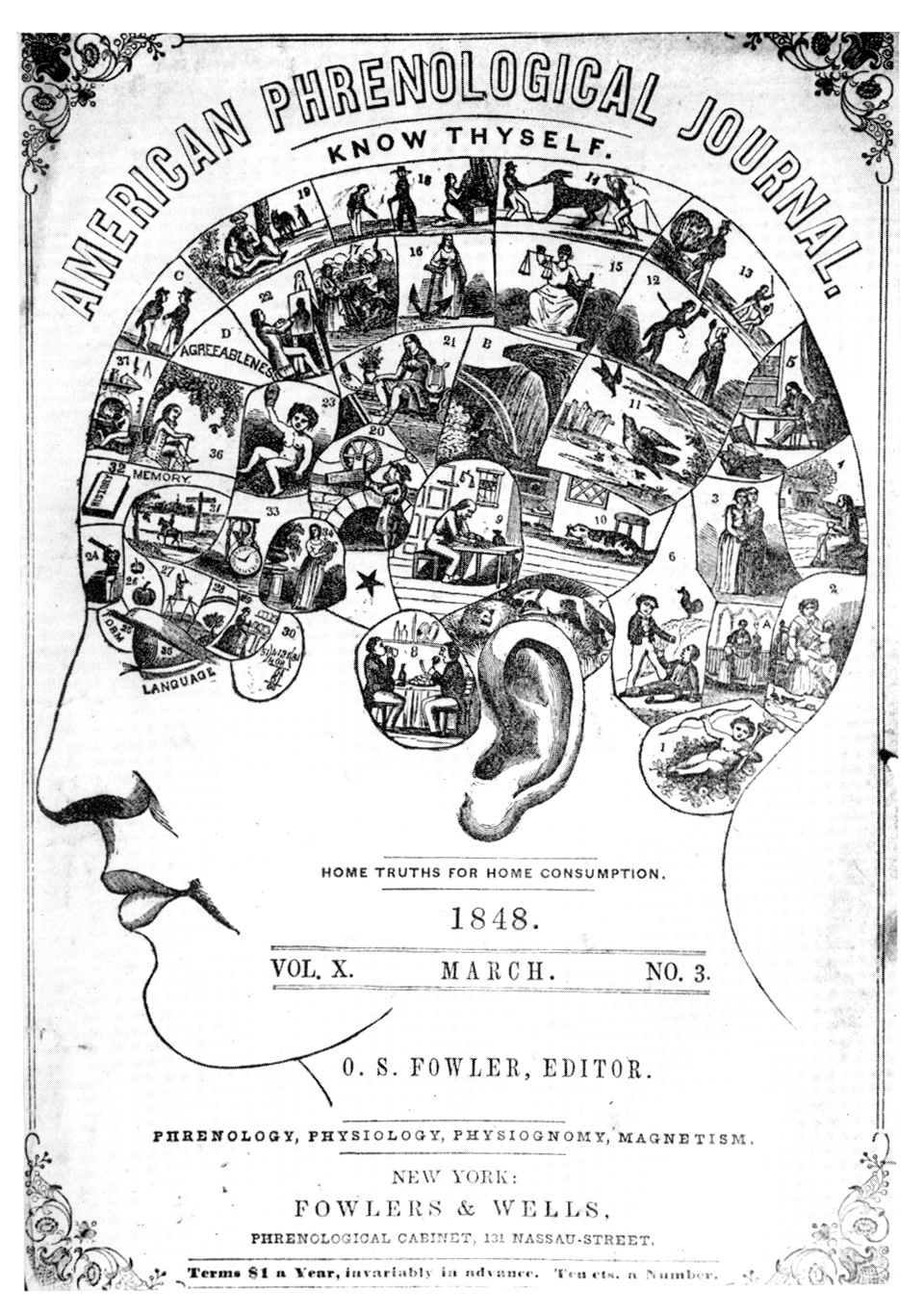
Capa do Jornal da Frenologia no período Vitoriano.